# Studsare m/1793
Studsare m/1793, även Jägerhorns studsare eller Jägerhornska vapnet, är en flintlåsstudsare  som konstruerades av generallöjtnant Georg Henrik Jägerhorn för Savolax fotjägarregemente och Karelens jägarkår. 
Vapnet, med flintlås och bajonett, är rakräfflat och försett med solsikte. Studsarna gjordes i Norrtälje och bajonetterna i Eskilstuna. Bajonetten är en rätad huggareklinga. 